# Hieronyma alchorneoides
L'Hieronyma alchorneoides L. és una espècie de planta de la família de les Phyllanthaceae. És originària del sud-est de Mèxic i Amèrica tropical.

## Descripció
És un arbre que es troba en el Pacífic Central, Sud, Nord i Carib. Entre les seves principals característiques, estan que aconsegueix els 50 m d'altura, és abundant, la seva fusta té un valor mitjà, és usat per fer plantacions forestals, té un eix ocasionalment ramificat a baixa altura, escorça marró vermellós i té gambes. Posseeix fulles simples, alternes o seguides, vermelles quan moren, i tricomes juntes en el feix, també estípules foliàcies o fulloses. Compta amb fruits tipus drupa de 4 mm de llarg. Les seves flors són de color crema.
Pes específic bàsic: 0,52-0,7 g/cm³

## Sinonímia
- Stilaginella amazonica Tul., Ann. Sci. Nat., Bot., III, 15: 241 (1851).
- Stilaginella ferruginea Tul., Ann. Sci. Nat., Bot., III, 15: 250 (1851).
- Stilaginella laxiflora Tul., Ann. Sci. Nat., Bot., III, 15: 244 (1851).
- Hieronyma ferruginea (Tul.) Tul. in C.F.P.von Martius & auct. suc. (editors), Fl. Bra. 4(1): 334 (1861).
- Hieronyma laxiflora (Tul.) Müll.Arg., Linnaea 34: 67 (1865).
- Hieronyma mollis Müll.Arg. in A.P.de Candolle, Prodr. 15(2): 269 (1866).
- Hieronyma caribaea Urb., Repert. Spec. Nov. Regni Veg. 14: 139 (1919).
- Hieronyma heterotricha Pax i K.Hoffm. in H.G.A.Engler, Pflanzenr., IV, 147, XV: 39 (1922).
- Hieronyma mattogrossensis Pax & K.Hoffm. in H.G.A.Engler, Pflanzenr., IV, 147, XV: 39 (1922).
- Hieronyma peruviana Pax & K.Hoffm. in H.G.A.Engler, Pflanzenr., IV, 147, XV: 37 (1922).
- Hieronyma chocoensis Cuatrec., Revista Acad. Colomb. Ci. Exact. 7: 52 (1946).
- Hieronyma ovatifolia Lundell, Wrightia 4: 134 (1970).[1]